# Florestópolis (kommun)
Florestópolis är en kommun i Brasilien.   Den ligger i delstaten Paraná, i den södra delen av landet, 900 km söder om huvudstaden Brasília. Antalet invånare är 11 220.
Följande samhällen finns i Florestópolis:
- Florestópolis

Omgivningarna runt Florestópolis är en mosaik av jordbruksmark och naturlig växtlighet. Runt Florestópolis är det ganska glesbefolkat, med 50 invånare per kvadratkilometer.